# Leptarctia albiceps
Leptarctia albiceps là một loài bướm đêm thuộc phân họ Arctiinae, họ Erebidae.